# Pista GOKART Locarno-Magadino
Die Pista GOKART Locarno-Magadino ist eine permanente Motorsport-Rennstrecke für den Kartsport etwa 2 km südwestlich der Ortschaft Cugnasco bei Locarno im Kanton Tessin in der Schweiz. Sie ist eine von drei vom nationalen Motorsportverband Auto Sport Schweiz homologierten Kartpisten.

## Geschichte
Die Kartbahn ist Stammstrecke des Kartclubs Locarno, der Ende der 1970er Jahre von der Familie Longhi gegründet wurde, die auch für den Bau der Kartbahn verantwortlich war. Mit dem Ziel gegründet, den Kartsport im Tessin zu fördern, gehören heute die Organisation zahlreicher Wettbewerbe und Trophäen zu den Hauptaktivitäten. 1981 fand auf der Piste die Kart-Junioren-Weltmeisterschaft statt, bei der unter anderem Ayrton Senna und Riccardo Patrese starteten.

## Streckenbeschreibung
Die am Ufer der Flusses Ticino gelegene, etwa 620 m lange Strecke weist durch eine optionale Schikane vor der ersten Kurve 2 Streckenvarianten auf.